# す
En la escritura japonesa, los caracteres silábicos (o, con más propiedad, moraicos) す (hiragana) y ス (katakana) ocupan el 13.eɽ lugar en el sistema moderno de ordenación alfabética gojūon (五十音), entre し y せ; y el 47.º y último en el poema iroha, después de せ. En la tabla a la derecha, que sigue el orden gojūon (por columnas, y de derecha a izquierda), se encuentra en la tercera columna (さ行, "columna SA") y la tercera fila (う段, "fila U").
El carácter す proviene del kanji 寸, mientras que ス proviene de 須.
Pueden llevar el acento dakuten: ず, ズ.

## Romanización
Según los sistemas de romanización Hepburn, Kunrei-shiki y Nihon-shiki:
- す, ス se romanizan como "su".
- ず, ズ se romanizan como "zu".

## Escritura
| Escritura de す | Escritura de ス |

- El carácter す se escribe con dos trazos:

1. Trazo horizontal.
2. Trazo vertical que corta al primer trazo, forma un círculo a la izquierda, que al final abre, curvándose hacia la izquierda.

- El carácter ス se escribe con dos trazos:

1. Trazo compuesto por una línea horizontal y una curva que va hacia abajo a la izquierda, parecido al carácter フ.
2. Trazo diagonal hacia abajo a la derecha.

## Otras representaciones
- Sistema Braille:

| ● ● - ● |

- Alfabeto fonético: 「すずめのス」 ("el su de suzume", donde suzume significa gorrión)
- Código Morse: －－－・－

- Datos: Q40587
- Multimedia: す / Q40587